# Distretto di Khlong Yai
Il distretto di Khlong Yai (in thailandese: คลองใหญ่) è un distretto (amphoe) della Thailandia, situato nella provincia di Trat.